# Johann Michael Moscherosch
Johann Michael Moscherosch (n. 7 martie 1601, Willstätt, Baden-Württemberg, Germania – d. 4 aprilie 1669, Worms, Sfântul Imperiu Roman) a fost un prozator și om de stat german.
Scrierile sale, de factură barocă, cu elemente autobiografice, sunt inspirate din perioada Războiului de Treizeci de Ani.

## Opere
- 1640: Wunderliche und Wahrhafftige Gesichte Philanders von Sittewald ("Ciudatele și adevăratele viziuni ale lui Philander von Sittewald");
- 1643: Insomnis cura parentum. Christliches Vermächtnuß oder Schuldige Vorsorg eines trewen Vatters.